# Hotel Saintenoy

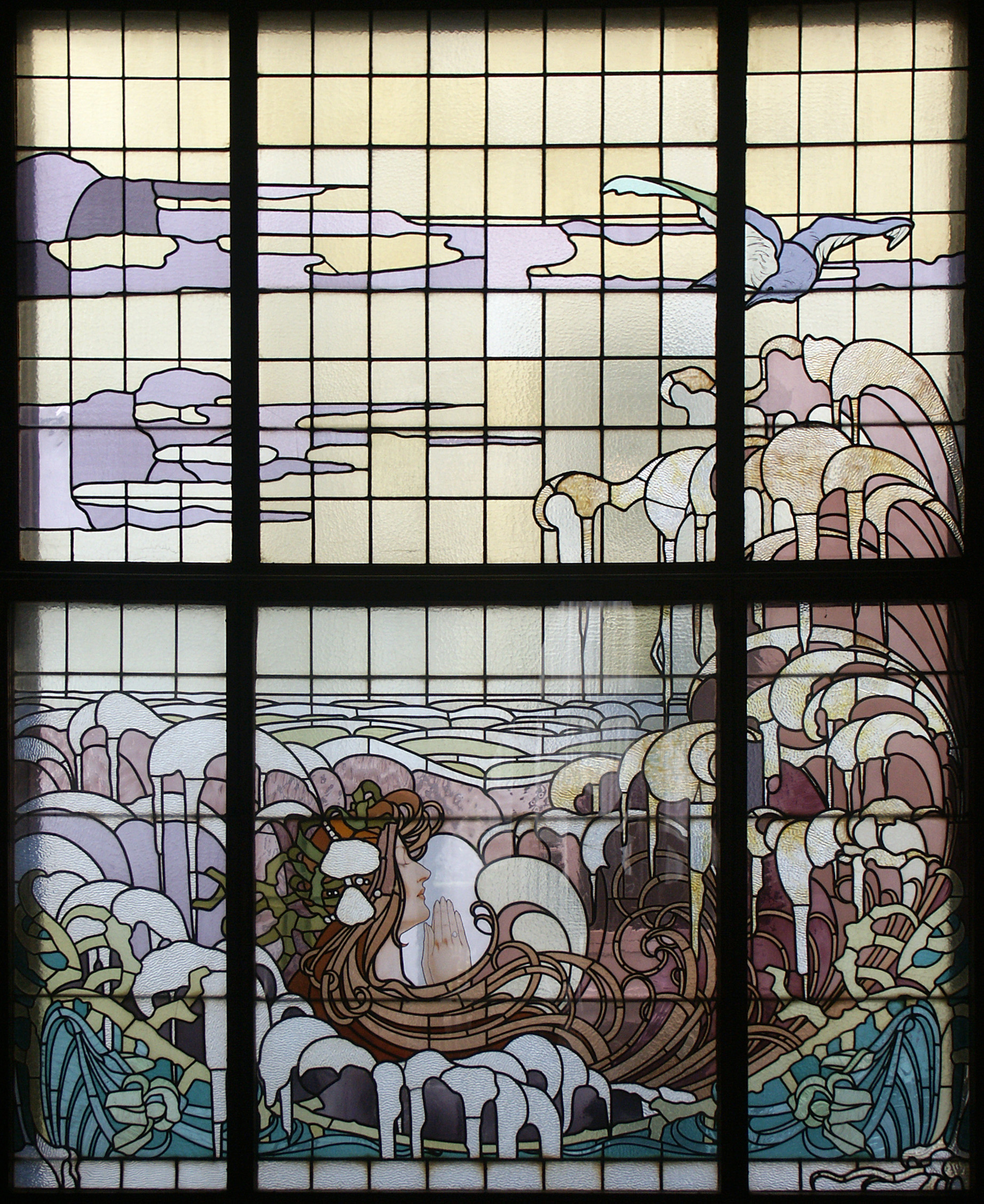
Art-nouveau-glasraam uit het grote salon

Hotel Saintenoy is het voormalige woonhuis van architect Paul Saintenoy gelegen aan de Gewijde Boomstraat 123 in de Brusselse gemeente Elsene.

## Geschiedenis
Saintenoy kocht het classicistische gebouw in 1897 en verbouwde het grondig naar zijn eigen smaak en verwerkte er elementen in uit verschillende stijlen. Op 2 juli 1992 werd het gebouw geklasseerd als beschermd monument.
Anno 2007 huisvest Hotel Saintenoy de katholieke missie van Hongarije.

## Noemenswaardige elementen
- Het glasraam uit het grote salon en dat in de trappenhal beiden in duidelijke art-nouveau-stijl werden ontworpen door Privat-Livemont en uitgevoerd door meester-glazenier Evaldre. Beide glasramen zitten aan de straatkant, maar zijn moeilijk te bewonderen langs de buitenkant van het gebouw.
- Het plafond in de bibliotheek en het grote salon zijn neogotisch en werden gerecupereerd uit een gesloopt abdijpand. Het deel in het grote salon werd op vraag van Paul Saintenoy gepolychromeerd.
- De trap is ook afkomstig van een afgebroken gebouw en werd onderaan voorzien van een gerecycleerd barokbeeldje van Sint Michiel dat door Paul Saintenoy werd gekocht alhoewel het beeld toen al het hoofd miste.